# Peter Frederick Strawson
Peter Frederick Strawson (Ealing, oeste de Londres, 23 de noviembre de 1919-13 de febrero de 2006) fue un filósofo inglés.

## Biografía
Sus padres, que eran profesores, se trasladaron al norte de Londres. Lo educaron en el Christ's College, Finchley, y en el Saint John's College de Oxford, donde estudió filosofía, política y economía. Su hijo, Galen Strawson, es también filósofo. 
Fue Profesor Waynflete de filosofía metafísica en el Magdalen College de la Universidad de Oxford entre 1968 y 1987. Antes había sido designado como conferenciante de la University College (Oxford) en 1947, llegando a ser tutor al año siguiente, hasta 1968. Al retirarse en 1987, volvió a la Universidad y continuó trabajando allí hasta poco antes su muerte.
Alcanzó notoriedad con su artículo «Sobre la referencia» (1950), una crítica de la teoría de las descripciones de Bertrand Russell (llamada también de las descripciones definidas). Fue en gran parte responsable de incluir la metafísica en las discusiones acerca de filosofía analítica.
En metodología filosófica, defendió un método que él llamó «análisis conectivo». El análisis conectivo asume que nuestros conceptos forman una red, de la que los conceptos son los nodos. Dar un análisis conectivo de un concepto (opinión, conocimiento) es identificar los conceptos que estén más cercanos a ese concepto en la red. Esta clase de análisis tiene la ventaja de que un análisis circular (es decir, analizar un conocimiento en una creencia, una creencia en una opinión, y una opinión en un conocimiento) no se excluye, siempre y cuando sea suficientemente abarcador e informativo.
Fue nombrado Fellow de la Academia Británica en 1960, y miembro honorario extranjero de la Academia Americana de Artes y Ciencias en 1971. Fue presidente de la Sociedad Aristotélica entre 1969 y 1970. Fue nombrado sir en 1977 por sus servicios a la filosofía. 
Murió en un hospital después de una corta enfermedad.

## Obra

### Libros
- Introduction to Logical Theory (Introducción a la teoría lógica). London: Methuen, 1952.
- Individuals: An Essay in Descriptive Metaphysics (Individuos: ensayo de metafísica descriptiva). London: Methuen, 1959.
- The Bounds of Sense: An Essay on Kant's Critique of Pure Reason (Los límites del sentido: ensayo en torno a la Crítica de la razón pura de Kant). London: Methuen, 1966.
- Logico-Linguistic Papers (Escritos lógico-lingüísticos). London: Methuen, 1971.
- Freedom and Resentment and other Essays (Libertad y resentimiento y otros ensayos). London: Methuen, 1974.
- Subject and Predicate in Logic and Grammar (Sujeto y predicado en lógica y gramática). London: Methuen, 1974.
- Analysis and Metaphysics: An Introduction to Philosophy (Análisis y metafísica: introducción a la filosofía). Oxford: Oxford University Press, 1992.
- Entity and Identity (Entidad e identidad). Oxford: Oxford University Press, 1997.

### Artículos
- "Truth" -Verdad- (Analysis, 1949).
- "Truth" -Verdad- (Proceedings of the Aristotelian Society suppl. vol. xxiv, 1950).
- "On Referring" -Sobre la referencia- (Mind, 1950).
- "In Defence of a Dogma" -En defensa de un dogma- (Philosophical Review, 1956) con H. P. Grice.
- "Logical Subjects and Physical Objects" -Sujetos lógicos y objetos físicos- (Philosophy and Phenomenological Research, 1957).
- "Singular Terms and Predication" -Términos singulares y predicación- (Journal of Philosophy, 1961).
- "Universals" -Universales- (Midwest Studies in Philosophy, 1979).